# Manoir de Kerbois
Le manoir de Kerbois est un édifice situé à Loyat en France.

## Localisation
Le manoir était situé sur le territoire de la commune de Loyat, au lieu-dit Kerbois, dans le département du Morbihan en région Bretagne.

## Description
Le manoir date du XVIIe siècle. Édifice à un étage carré de plan allongé construit en moellons sans chaîne en pierre de taille de granite et de schiste, toiture à longs pans ; pignon couvert. Escalier hors-œuvre : escalier à vis sans jour.

## Historique
Le manoir est inscrit à l'inventaire général du patrimoine culturel en 1984.